# Kiili
Kiili è un comune rurale dell'Estonia settentrionale, nella contea di Harjumaa. Il centro amministrativo del comune è l'omonimo borgo (in estone alevik) di circa 1 200 abitanti, a sud della capitale Tallinn.

## Geografia fisica
Il territorio di Kiili si presenta, come del resto tutta l'Estonia settentrionale, come pianeggiante. È caratterizzato dal susseguirsi di foreste, pascoli e campi, questi ultimi coltivati essenzialmente a frumento (dato che le pessime condizioni atmosferiche di gran parte dell'anno rendono improduttiva ogni altra coltura).
Le strade sono perlopiù asfaltate, soprattutto a nord del comune; alcune località (come Someru o Nabala), poste specialmente nella zona meridionale, sono collegate tra loro da strade in terra battuta. Esse sono comunque sufficientemente larghe.

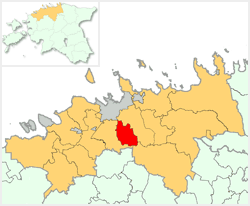
Il territorio comunale di Kiili

## Località
Oltre al capoluogo, il comune comprende 15 località (in estone küla):
- Arusta
- Kangru
- Kurevere
- Luige
- Lähtse
- Metsanurga
- Mõisaküla
- Nabala
- Paekna
- Piissoo
- Sausti
- Sookaera
- Sõgula
- Sõmeru
- Vaela